# コパスカー・FD01

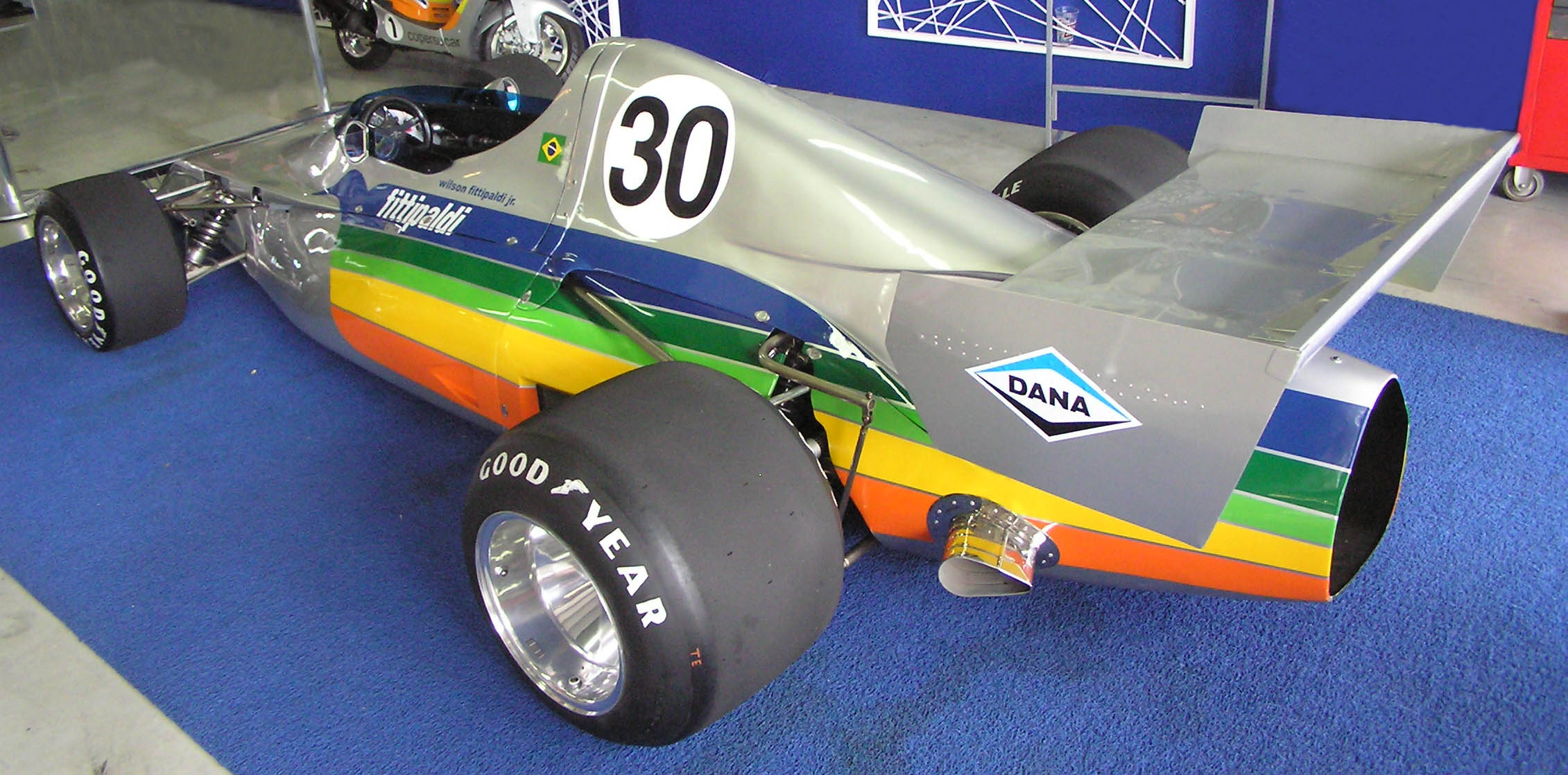
コパスカー・FD01、2007年インテルラゴスで。

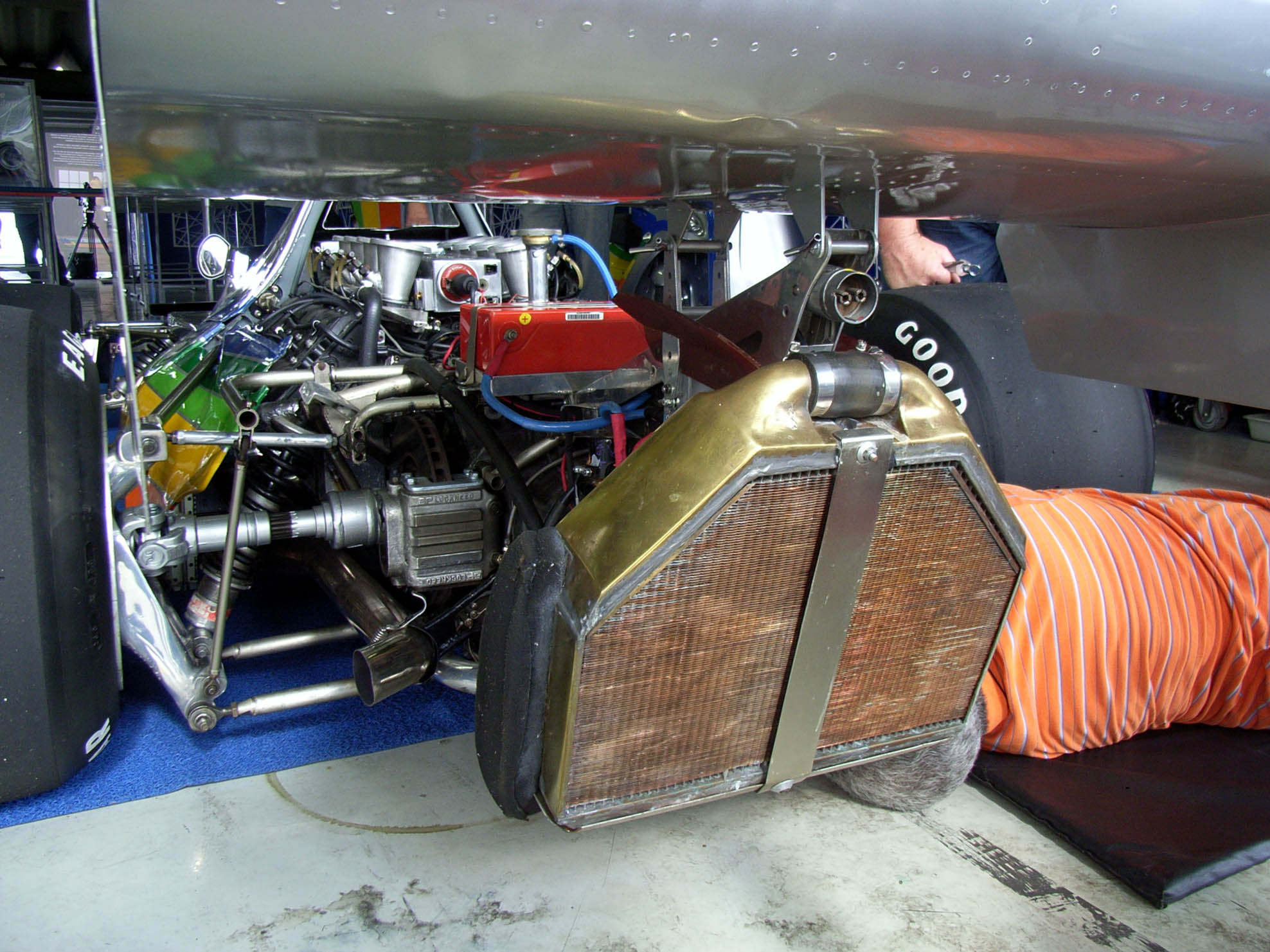
FD01はトランスミッション後方にラジエターを装着した。その後冷却効率を改善するため、前方に移動した。

コパスカー・FD01 (Copersucar FD01) は、フィッティパルディ・オートモーティヴが開発したフォーミュラ1カー。デザイナーはリチャード・ディヴィラ。

## 開発の歴史
コパスカー・FD01は、フィッティパルディ・オートモーティヴが開発した「ブラジル初のF1カー」であった。初公開は1974年10月16日、当時大統領のエルネスト・ガイゼル臨席の下、ブラジリアのブラジル上院議場で行われた。
車名はチームのメインスポンサーであったコパスカーから、「コパスカー・FD01」とされたが、資料によっては「フィッティパルディ・FD01」「コパスカー・フィッティパルディ・FD01」とも呼ばれる。車体はアルミニウム製モノコックで構成され、コスワースDFVエンジンを搭載、タイヤはグッドイヤー製であった。ラジエターはトランスミッション後方に位置したが、空力を考えそれを覆う後部カウルを装着した。
1975年シーズン開幕戦であるアルゼンチングランプリの予選でウィルソン・フィッティパルディは2分0秒22で23位と最下位であった。22番手のBRMのマイク・ワイルズから11秒離れていた。ポールポジションを獲得したシャドウのジャン＝ピエール・ジャリエはフィッティパルディよりも平均で18km/h速く走っていた。
決勝では1周目で18位まで浮上したが、12周目にクラッシュし炎上、リタイアとなった。第2戦のブラジルグランプリにはFD02が投入された。

## F1における全成績
(key) （太字はポールポジション）
| 年     | エンジン                       | タイヤ | ドライバー                     | 1   | 2   | 3   | 4   | 5   | 6   | 7   | 8   | 9   | 10  | 11  | 12  | 13  | 14  | ポイント | 順位 |
| ------ | ------------------------------ | ------ | ------------------------------ | --- | --- | --- | --- | --- | --- | --- | --- | --- | --- | --- | --- | --- | --- | -------- | ---- |
| 1975年 | フォード-コスワース DFV 3.0 V8 | G      |                                | ARG | BRA | RSA | ESP | MON | BEL | SWE | NED | FRA | GBR | GER | AUT | ITA | USA | -        | 0    |
| 1975年 | フォード-コスワース DFV 3.0 V8 | G      | ウィルソン・フィッティパルディ | Ret |     |     |     |     |     |     |     |     |     |     |     |     |     | -        | 0    |

## 参照
1. ↑  “Qualifying for the 1975 Argentinian Grand Prix”. statsf1.com. 2013年11月17日閲覧。
2. ↑  “1975 Argentine Grand Prix: Lap by lap”. statsf1.com. 2013年11月17日閲覧。
3. ↑  “Ranking of the 1975 Argentinian Grand Prix”. statsf1.com. 2013年11月17日閲覧。